# دهه ۱۶۰۰ (میلادی)

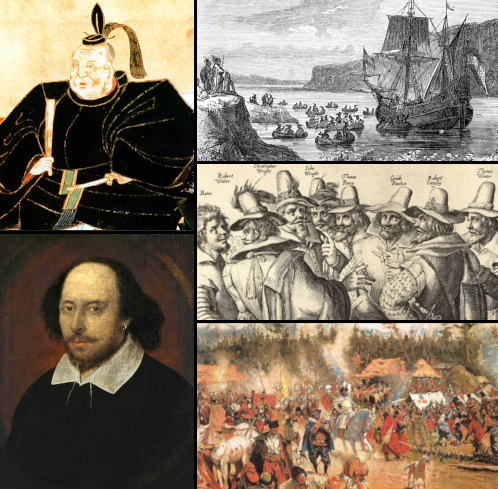

دهه ۱۶۰۰ (میلادی) صد و شصتمین دهه تقویم میلادی است.

## درگذشتگان
‎